# Yessenia López
Yessenia Andrea López López (Viña del Mar, Chile, 20 de octubre de 1990), conocida como Paloma López, es una futbolista chilena. Juega de mediocampista y su equipo actual es Colo-Colo de la Primera División de fútbol femenino de Chile. Además, forma parte de la selección chilena.

## Trayectoria
Yessenia inició su carrera con la camiseta del club Poblacional 89 en el Cerro Santa Julia de Viña del Mar. Años después, en 2009, dio el salto al profesionalismo al llegar a Everton de la Primera División, club con el cual disputó la final de la Copa Libertadores Femenina el año 2010.
Para la temporada 2018-19, Yessenia fichó en el Sporting Club de Huelva de la Primera División de España. Regresó a Chile en mayo de 2019 para jugar en Colo-Colo.
En febrero de 2020 deja al equipo albo y se confirma su regreso a Universidad de Chile, donde consigue ganar el torneo de Primera División 2021. 
El 25 de enero del 2023, López es presentada como nuevo refuerzo de Colo-Colo, club al que regresa luego de pasar los últimos tres campeonatos nacionales en el equipo archirrival.

## Clubes
| Club                    | País   | Año             |
| ----------------------- | ------ | --------------- |
| Everton                 | Chile  | 2009            |
| Santos                  | Brasil | 2010            |
| Everton                 | Chile  | 2010 – 2013     |
| Santiago Morning        | Chile  | 2014 – 2016     |
| Universidad de Chile    | Chile  | 2017            |
| 3B da Amazônia          | Brasil | 2018            |
| Sporting Club de Huelva | España | 2018 – 2019     |
| Colo-Colo               | Chile  | 2019            |
| Universidad de Chile    | Chile  | 2020 – 2022     |
| Colo-Colo               | Chile  | 2023 – presente |

## Selección nacional
Como jugadora de la selección absoluta de Chile, fue parte del plantel subcampeón de la Copa América Femenina 2018, con el que clasificó a la Copa Mundial Femenina de Fútbol de 2019, al obtener el segundo lugar.

### Partidos internacionales
| Selección chilena | Selección chilena | Selección chilena |
| Año               | Partidos          | Goles             |
| ----------------- | ----------------- | ----------------- |
| 2017              | 4                 | 0                 |
| 2018              | 16                | 3                 |
| 2019              | 13                | 0                 |
| 2020              | 2                 | 2                 |
| Total             | 35                | 5                 |

## Palmarés

### Títulos nacionales
| Título           | Club                 | País  | Año  |
| ---------------- | -------------------- | ----- | ---- |
| Primera División | Everton              | Chile | 2009 |
| Primera División | Universidad de Chile | Chile | 2021 |
| Primera División | Colo-Colo            | Chile | 2023 |
| Primera División | Colo-Colo            | Chile | 2024 |